# Club Green Streets
Club Green Streets – malediwski klub piłkarski, mający siedzibę w stolicy kraju Male.

## Historia
Chronologia nazw:
- 2010: Club Green Streets

Klub Sportowy Club Green Streets został założony w 2010 roku. W 2010 startował w turnieju III Division. W 2012 zajął drugie miejsce i awansował do II Division. W 2013 był trzecim, w 2015 drugim, a w 2016 zdobył swój pierwszy tytuł mistrzowski II ligi i awansował do Dhivehi Premier League.

## Sukcesy

### Trofea krajowe
| \| \| Zdobyte trofea w rozgrywkach Malediwów (stan na: 31-12-2017) \| |                                                              |      |          |
| Rozgrywki                                                             | Osiągnięcie                                                  | Razy | Sezon(y) |
| Mistrzostwo                                                           | I miejsce                                                    | 0    |          |
| Mistrzostwo                                                           | II miejsce                                                   | 0    |          |
| Mistrzostwo                                                           | III miejsce                                                  | 1    | 2020/21  |
| Puchar                                                                | zdobywca                                                     | 0    |          |
| Puchar                                                                | finalista                                                    | 0    |          |
| Puchar                                                                | półfinalista                                                 | 1    | 2017     |
| II liga                                                               | I miejsce                                                    | 1    | 2016     |
| II liga                                                               | II miejsce                                                   | 1    | 2015     |
| II liga                                                               | III miejsce                                                  | 1    | 2013     |
| Malediwy                                                              | Zdobyte trofea w rozgrywkach Malediwów (stan na: 31-12-2017) |      |          |

- Maldivian Third Division Football Tournament:
  - wicemistrz: 2012

## Stadion
Klub rozgrywał swoje mecze domowe na stadionie Rasmee Dhandu Stadium w Male, który może pomieścić 11,000 widzów.

## Piłkarze
| Nr | Poz. | Piłkarz             |
| -- | ---- | ------------------- |
|    | BR   | Jun Kochi           |
|    | BR   | Sergey Smorodin     |
|    | BR   | Ibrahim Zayaan      |
|    | OB   | Faruhad Ismail      |
|    | OB   | Mohamed Saaif       |
|    | OB   | Fairooz Adam Sameer |
|    | OB   | Ibrahim Haseeb      |

| Nr | Poz. | Piłkarz         |
| -- | ---- | --------------- |
|    | OB   | Ołeh Jefimczuk  |
| 9  | OB   | Petro Kowalczuk |
| 6  | PO   | Dmytro Żdanow   |
| 10 | PO   | Ilia Sobol      |
|    | PO   | Mohamed Shaffaz |
|    | NA   | Ahmed Nizam     |
|    | NA   | Ahmed Githurees |

## Trenerzy
...
- 2016–2017:  Sobah Mohamed
- 03.01.2018–...:  Ali Suzain